# El Zapotal (Chiapas)
El Zapotal es una localidad del estado mexicano de Chiapas. Es parte del municipio de Ocosingo.

## Demografía
| Gráfica de evolución demográfica |
|                                  |

| Censo | Población |
| ----- | --------- |
| 1970  | 357       |
| 1980  | 410       |
| 1990  | 514       |
| 2000  | 690       |
| 2010  | 1 385     |
| 2020  | 1 597     |